# Benjamin Duerr
Benjamin Duerr (* 1988) is een Duits-Nederlandse jurist, politicoloog en publicist. Hij werkt op het gebied van internationaal recht en diplomatie. Zijn werk werd onder meer genomineerd voor de Libris Geschiedenis Prijs.

## Leven
Duerr groeide op in Kohlstetten in de gemeente Engstingen in de Duitse deelstaat Baden-Württemberg en studeerde internationale betrekkingen aan de Rijksuniversiteit Groningen, internationaal recht in Turijn en diplomatie aan de London School of Economics (LSE).
Hij werkte als journalist voor Duitse, Nederlandse en internationale media, waaronder Der Spiegel, Die Zeit, Süddeutsche Zeitung, De Groene Amsterdammer, Het Parool, Al Jazeera English en Foreign Affairs. Hij werd tot een van de beste 30 Duitse journalisten onder 30 jaar uitgeroepen en ontving de eerste Duits-Nederlandse journalistenprijs.
Daarna werkte Duerr voor de Congolese arts en winnaar van de Nobelprijs voor de Vrede Denis Mukwege en diens internationale stichting, en voor het Diakonia International Humanitarian Law Centre in Stockholm op het gebied van het internationaal humanitair recht.
Sindsdien heeft Duerr in verschillende functies voor de Rijksoverheid gewerkt en Nederland bij conferenties en in het buitenland vertegenwoordigd. Hij werkt sinds 2023 voor het ministerie van Buitenlandse Zaken.

## Werk

### Internationaal recht
Duerr publiceerde uitgebreid over het internationaal recht in internationale media, wetenschappelijke en vakpublicaties en voor denktanks, zoals het International Peace Institute. In 2016 verscheen van zijn hand het eerste journalistieke boek in het Duits over het Internationaal Strafhof.
Hij treedt als expert op in Nederlandse, Duitse en internationale media, onder meer bij BBC, NPO Radio 1, BNR en de Duitse publieke omroep Deutschlandradio.

### Diplomatieke geschiedenis
In 2021 verscheen Duerrs biografie Erzberger: Der gehasste Versöhner over de Duitse politicus Matthias Erzberger, die in 1918 de wapenstilstand van de Eerste Wereldoorlog onderhandelde en ondertekende. Het boek, dat onder meer door historicus Christopher Clark en columnist Heribert Prantl werd aanbevolen, verscheen 100 jaar na de moord op Erzberger.
2024 publiceerde Duerr De droom van Den Haag over de Haagse Vredesconferenties van 1899 en 1907. Het boek stond op de shortlist van de Libris Geschiedenis Prijs en werd door NRC, Trouw en de VPRO Gids uitgeroepen tot een van de beste boeken van het jaar.

## Onderscheidingen
- 2011: Duits-Nederlandse journalistenprijs
- 2014: Een van de top 30 Duitse journalisten onder 30
- 2024: Libris Geschiedenis Prijs (shortlist)

## Publicaties
- Im Namen der Völker: Der lange Kampf des Internationalen Strafgerichtshofs, Edition Einwurf, Rastede, 2016, ISBN ISBN: 978-3-89684-192-6
- Erzberger: Der gehasste Versöhner – Biografie eines Weimarer Politikers, Ch. Links Verlag, Berlin, 2021, ISBN 978-3-96289-116-9
- De droom van Den Haag: De Haagse vredesconferenties en het ontstaan van een nieuwe wereldorde, Atlas Contact, Amsterdam, 2024, ISBN 978-9-04504-837-6